# Авранш
Авранш (фр. Avranches) је насељено место у Француској у региону Доња Нормандија, у департману Манш.
По подацима из 2011. године у општини је живело 7950 становника, а густина насељености је износила 1766,67 становника/km².

## Демографија
| 1962. | 1968. | 1975.  | 1982. | 1990. | 1999. | 2011. |
| ----- | ----- | ------ | ----- | ----- | ----- | ----- |
| 8.854 | 9.775 | 10.136 | 9.468 | 8.638 | 8.500 | 7.950 |